# 1990 RO8
1990 RO8 är en asteroid i huvudbältet som upptäcktes den 15 september 1990 av den belgiske astronomen Henri Debehogne vid La Silla-observatoriet.
Den har en diameter på ungefär 4 kilometer.